# سفر الخروج (رواية)
نُشرت تلك الرواية بالعربية عن دار تنوير للنشر والإعلام بعنوان سفر الخروج، والعنوان الأردي الأصلي لهذه الرواية هو: يا خدا، أي يارب.
وفي تلك الرواية صغيرة الحجم، عظيمة الأثر؛ تحدث مؤلفها قدرت الله شهاب عن حجم المعاناة والألم الذي لاقاه مسلمو الهند إبان تقسيم شبه القارة الهندية وتكوين دولة الباكستان، وتمثلت إحدى صور تلك المعاناة في قصة الفتاة المسلمة «دلشاد».

## ملخص الرواية
يقسّم قدرت الله شهاب روايته إلى ثلاثة فصولٍ؛ يبدأها من خلال بطلة روايته دلشاد؛ التي نشأت في قرية «جمكور»؛ تلك القرية التي استطاع السيخ إحكام سيطرتهم عليها، وقتل كل مسلمي القرية بما فيهم أهل دلشاد، حتى أنه لم يبق غيرها، وقد تم احتجازها من قبل عائلة سيخية ولاقت منهم ألوان من العذاب والذل، وفي أثناء ذلك كانت تحلم بالهروب للغرب باتجاه المدينة المنورة ومكة؛ حيث أحلام كل المسلمين معقودة بهذه الأماكن، ولكنها لم تنجح في ذلك، ولكنها تمكنت من الوصول إلى «كراتشي».
وحين سنحت لها الفرصة للسفر إلى الدولة الوليدة- حيث الفردوس الأرضي الموهوم- ظنت أن سفرها هذا سيكون أول خطوة في نهاية عذابها، ولكنها تصطدم بالحقيقة المرة حين تنتقل فعلا لباكستان وتكتشف أنه مجرد جحيم آخر.

## قالوا عن الرواية
«العنوان الأردي الأصلي لهذه الرواية هو: يا خدا، أي يا رب... وكأنه ابتهالٌ من أعمق نقطة في روح المؤلف المكلومة، ابتهالٌ بحجم الألم الذي تفيض به هذه الرواية حتى تُغرِق قارئها فتُزلزله زلزالًا شديدًا...
وقد كانت تسمية الترجمة العربية بسِفر الخروج من مظاهر التوفيق الإلهي للفقير لعفو ربه، فما أعتى الخروج على أرواح الأمم، وما أشد أثره في تاريخها، وليست قصة الخروج التي تسرد هذه القصة الطويلة طرفًا منها بأقل مأساوية من خروج بني إسرائيل بقيادة الكليم موسى، أو خروج النبي المصطفى من مكة في سبيل دعوته ثم هجرته للمدينة... وإذا كان الكليم ومن بعده المصطفى -صلوات الله عليهم وسلامه- هم كمال تجسيد الرائد الصادق الذي لا يكذب أهله، فإن الخارجين في هذا النص الدامي قد اتبعوا أراذلهم، فخانوا الله فيهم، وألقوا بهم إلى التهلكة.
أي شيطانٍ ألقى بطلسمه على أرواح هؤلاء المناكيد، وأقنعهم بأن خلاصهم في فردوس أرضي موهوم، ليجدوا أنفسهم آخر الأمر يصطلون كل عذابات الجحيم على هذه الأرض المنكودة... في فردوسهم المأمول... أي شيطان أخرجهم من النور إلى الظلمات، أو على الأقل من بعض النور إلى ظلمات بعضها فوق بعض...
هل يُمكنك تخيُّل حجم الألم الذي يدهم روحك حين يتكشف لك أن الفردوس الذي تكبَّدت في سبيله كل شيء ليس سوى أسوأ كوابيسك متكاثفًا كأنه قُدَّ من عذابات الجحيم؟
بل أن تكتشف أنك كنت طوال الوقت تحث الخُطى إلى الجحيم وأنت تحسبه فردوسك الأرضي؟ فأي انطماس للبصيرة ذاك الذي ألقى بك في هذه الهاوية؟ وهل يكفيك توبة تسع أهل الأرض وأهل السماء حتى تكفر عن ذنبك؟
هذا النص المبهِر المزعج العذب المؤلم هو أول نص روائي باللغة العربية عن مأساة تقسيم شبه القارة الهندية، وآمُل أن يفتح الباب لا لنصوص أخرى في هذا الموضوع فحسب، بل لإعادة تقييم خرافة «الدولة الإسلامية» في الفكر السياسي الإسلامي الحديث، أو على الأقل يُمهد لذلك التقييم بتحطيم صنمها في روع عُبَّادها، الذين ما زالوا في غيهم يعمهون...»
«رواية قصيرة ولكن عميقة الأثر، تتركك تفكر طويلا في قول الإمام الشافعي: نعيب زماننا والعيب فينا وما لزماننا عيب سوانا. فتاريخ المسلمين ملئ بالمآسي والتي نلقي باللوم فيها على الآخرين من غير المسلمين وأننا مجرد ضحايا لتلك الأحداث الجسام دون النظر لما اقترفته أيادينا وعملناه من سوء، كما أنها ترمي بالضوء على نقطة توهم قداسة مكان دون الآخر نظرا لتجمع أعداد كبيرة من المسلمين فيه وتسمية هذا المكان بالدولة الإسلامية.
رواية مؤثرة ومثيرة للتساؤلات، أتمنى لو طالت.»